# 武圣街道
武圣街道，是中华人民共和国辽宁省辽阳市白塔区下辖的一个乡镇级行政单位。2020年4月，将站前街道、星火街道、原武圣街道、文圣街道、襄平街道合并为文圣街道。将跃进街道、卫国路街道合并为武圣街道。位于城区西南部，东至武圣路、南至八一街、西至沈大铁路线、北至新运大街。

## 行政区划
武圣街道下辖以下地区：
福民社区、永寿社区和菜市社区。
2020年4月调整后的武圣街道下辖:惠民、汀州、轻工、卫国、辽纺、富虹、新民、八一、红楼、中泽城、爱民、市委、供销、邮电新村、新世纪广场、东文化、辽联17个社区。